# Aaron Gustavson
Aaron Gustavson (* 1986 in Fort Worth, Texas) ist ein professioneller US-amerikanischer Pokerspieler. Der ehemalige Onlinepoker-Weltranglistenerste gewann 2009 das Main Event der European Poker Tour.

## Pokerkarriere
Gustavson stammt aus East Northport im Suffolk County und lebt im mexikanischen Playa del Carmen. Er begann im Jahr 2000 mit Poker.

### Online
Gustavson spielte von Juli 2006 bis April 2016 online unter den Nicknames Aguskb (PokerStars sowie Full Tilt Poker) und YoureMagical (888poker). Seine Onlinepoker-Turniergewinne liegen bei mehr als 5 Millionen US-Dollar, wobei der Großteil von über 3,5 Millionen US-Dollar auf PokerStars erspielt wurde. Am 26. Juli 2009 gewann Gustavson das Sunday Warm-Up auf PokerStars und sicherte sich damit sein bisher höchstes Online-Preisgeld von rund 135.000 US-Dollar. Vom 26. August bis 1. September 2015 stand er erstmals für eine Woche auf Platz eins des PokerStake-Rankings, das die erfolgreichsten Onlinepoker-Turnierspieler weltweit listet. Vom 9. bis 29. September 2015 führte Gustavson die Liste für drei weitere Wochen an.

### Live
Seine erste Geldplatzierung bei einem Live-Turnier erzielte Gustavson Mitte Juni 2009 in Atlantic City. Anfang Oktober 2009 gewann er das Main Event der European Poker Tour in London. Dafür setzte er sich gegen 729 andere Spieler durch und erhielt eine Siegprämie von 850.000 britischen Pfund, zu diesem Zeitpunkt umgerechnet knapp 1,4 Millionen US-Dollar. Im Juni 2010 war er erstmals bei der World Series of Poker (WSOP) im Rio All-Suite Hotel and Casino am Las Vegas Strip erfolgreich und kam bei drei Turnieren der Variante No Limit Hold’em in die Geldränge. Anfang September 2015 gewann Gustavson ein Deepstack-Event in Thackerville mit einer Siegprämie von über 40.000 US-Dollar. Bei der WSOP 2017 belegte er im Main Event den 368. Platz von 7221 Spielern für rund 30.000 US-Dollar Preisgeld. Seine bis dato letzte Live-Geldplatzierung erzielte er bei der WSOP 2019.
Insgesamt hat sich Gustavson mit Poker bei Live-Turnieren mehr als 1,5 Millionen US-Dollar erspielt.